# Jean-Louis Pons
Jean-Louis Pons (Peyre, 4 december 1761 – 14 oktober 1831) was een Franse astronoom.
Hij was een autodidact van eenvoudige afkomst, maar werd een belangrijke komeetontdekker. Hij ontdekte tussen 1801 en 1827 37 kometen. Hiermee is hij de persoon die de meeste kometen ontdekte.

## Vroege leven
Hij groeide op in een arme familie in de Hautes-Alpes alwaar hij lagere school liep.
In 1789 begon hij als conciërge te werken in het observatorium van Marseille. Geleidelijk aan deed hij hierdoor ervaring op door het helpen van de astronomen die daar werkten. Uiteindelijk leerde hij ook zelf observaties te doen. Hierbij bleek een van zijn opmerkelijke eigenschappen hem een grote hulp te zijn. Hij kon zich de sterrenhemel herinneren en kon kleine verschillen erin zien. Kometen volgen die de draaiing van sterren volgen vielen hierdoor voor hem op.
In het begin namen meer ervaren en academische astronomen hem niet zo serieus en maakten grapjes met en over hem.
Franz Xaver von Zach zou zo ooit als grap tegen hem gezegd hebben te zoeken naar kometen als er zonnevlekken zichtbaar waren, waardoor hij hem waarschijnlijk een goede tip gaf.

## De astronoom
Zijn eerste komeet ontdekte hij op 11 juli 1801 op hetzelfde moment als Charles Messier.
Hiervoor gebruikte hij een zelfgemaakte telescoop: de "Grand Chercheur" (De grote zoeker). Deze telescoop had een groot diafragma en een kort brandpuntsafstand..
Hoewel hij een uitstekend waarnemer was, bleek hij geen goede verslaggever en waren zijn notities heel vaag.

In 1819 werd Pons directeur op een nieuw observatorium te Marlia, nabij Lucca (stad) tot 1825, toen hij docent astronomie werd in het observatorium "la specola", in Florence.
Hij ontdekte ook 4 kometen met korte omlooptijd, waarvan er 2 zijn naam dragen, namelijk 7P/Pons-Winnecke en 12P/Pons-Brooks. De andere die hij observeerde op 26 november 1818 is de komeet van Encke, genoemd naar Johann Franz Encke, omdat deze de baan berekende. Encke zelf vermeldde de komeet steeds als "de komeet van Pons".
Pons is ook mede-ontdekker van de "Pons-Coggia-Winnecke-Forbes komeet", die vandaag beter gekend is onder de naam 27P/Crommelin, genoemd naar Andrew Crommelin die de baan berekende.
Pons kreeg in 1827 van de Académie des Sciences de Lalande prijs voor de ontdekking van drie kometen in dat jaar.
Zijn zicht was aan het verslechteren en in hetzelfde jaar, 1827, trok hij zich terug.